# Nagari Pauah
Nagari Pauah is een bestuurslaag in het regentschap Pasaman van de provincie West-Sumatra, Indonesië. Nagari Pauah telt 8337 inwoners (volkstelling 2010).